# Mistrovství Evropy v uměleckém plavání 1974
I. mistrovství Evropy v uměleckém (synchronizovaném) plavání za rok 1974 proběhlo v Amsterdamu, Nizozemsko ve dnech 8. až 10. srpna 1974.
Další ročník mistrovství Evropy v uměleckém plavání od roku 1977 proběhl v rámci mistrovství Evropy v plaveckých sportech. V roce 1974 se konalo mistrovství Evropy v plaveckých sportech ve Vídni.

## Československá stopa
Československo se soutěží v uměleckém plavání v roce 1974 neúčastnilo.

## Výsledky

### Individuální disciplíny
| Ženy | Zlato                 | Zlato  | Stříbro                    | Stříbro | Bronz                    | Bronz  |
| ---- | --------------------- | ------ | -------------------------- | ------- | ------------------------ | ------ |
| Sólo | Jane Hollandová (GBR) | 93,820 | Angelika Honsbeeková (NED) | 82,040  | Brigitte Serwonská (FRG) | 79,320 |

### Týmové disciplíny
| Ženy    | Zlato | Zlato  | Stříbro                                                     | Stříbro | Bronz | Bronz  |
| ------- | --- | ------ | ----------------------------------------------------------- | ------- | --- | ------ |
| Dvojice | Spojené království (GBR) (Jane Hollandová, Jennifer Laneová) | 89,050 | Západní Německo (FRG) (Beate Mäckleová, Brigitte Serwonská) | 82,410  | Nizozemsko (NED) (Helma Gluversová, Angelika Honsbeeková) | 78,010 |
| Tým     | Spojené království (GBR) (Jane Hollandová, Jacqueline Coxová, Josie Mitchellová, Doris Davisová, Jennifer Laneová, Linda Horneová, Anne Russellová, Doreen Shaikhová) | 88,490 | Západní Německo (FRG) (neuvedeny)                           | 85,293  | Nizozemsko (NED) (Angelika Honsbeeková, Helma Gluversová, Mette de Jongová, Margo Vleesenbeeková, Ingrid Weurmanová, Willie Bolsenbroeková, Marijke Engelenová, Vera Verloopová) | 78,859 |

## Medailová bilance
V uměleckém plavání se rozdělily celkem 3 sady medailí.
| Pořadí | Stát                     |       | Muži    | Muži  | Muži  |         | Ženy  | Ženy  | Ženy    |       | Muži + Ženy | Muži + Ženy | Muži + Ženy | Celkem |
| Pořadí | Stát                     | Zlato | Stříbro | Bronz | Zlato | Stříbro | Bronz | Zlato | Stříbro | Bronz |             |             |             | Celkem |
| ------ | ------------------------ | ----- | ------- | ----- | ----- | ------- | ----- | ----- | ------- | ----- | ----------- | ----------- | ----------- | ------ |
| 1.     | Spojené království (GBR) |       | 0       | 0     | 0     |         | 3     | 0     | 0       |       | 3           | 0           | 0           | 3      |
| 2.     | Západní Německo (FRG)    |       | 0       | 0     | 0     |         | 0     | 2     | 1       |       | 0           | 2           | 1           | 3      |
| 3.     | Nizozemsko (NED)         |       | 0       | 0     | 0     |         | 0     | 1     | 2       |       | 0           | 1           | 2           | 3      |
| Celkem | Celkem                   |       | 0       | 0     | 0     |         | 3     | 3     | 3       |       | 3           | 3           | 3           | 9      |